# Aulacodes adjunctalis
Aulacodes adjunctalis là một loài bướm đêm trong họ Crambidae.